# Tres Estacas
Tres Estacas es un paraje rural de la Provincia del Chaco, Argentina, ubicado al oeste del departamento Chacabuco. Se encuentra dentro del municipio de Charata, de cuyo casco urbano se halla a unos 55 km. Posee una incipiente urbanización, aunque en 2001 no fue reconocida como localidad por el censo del INDEC.
Según empresas de perforaciones, posee material pétreo sin explotar similar al hallado en la cantera de Las Piedritas.

## Vías de comunicación
Tres Estacas no tiene acceso pavimentado, pero es atravesado por la ruta primaria provincial 12, y se encuentra a 10 km de las rutas provinciales 58 y 100. A través de la ruta 12 se comunica (al sudeste) con Charata, y al noroeste con la Provincia de Santiago del Estero. En Santiago del Estero la ruta continúa hacia Sachayoj. La ruta 58 por su parte, lo vincula al norte con Las Piedritas, y la 100 al sur con Gancedo.

## Infraestructura
Cuenta con un puesto de salud, escuela primaria y secundaria, un templo católico y suministro de agua potable. En la zona se desarrollaron varios estudios e intervenciones contra el mal de Chagas, que afecta a un porcentaje importante de la población.

## Población
No fue censada como una aglomeración urbana en los censos nacionales de 2001 y 2010. El radio censal (Radio 3, Fracción 2) en el cual se halla inscripta y que abarca zonas rurales linderas contaba con unos 1.011 habitantes, menos del 50% del total de la fracción que abarca el oeste del departamento Chacabuco.